# وانتشون داي غن
الأمير العظيم وانتشون (완천대군 | 完川大君) , (ولد في 1322 ومات في ؟) الابن الرابع لدوجو ملك جوسون من زوجته الملكة غيونغسن , اسمه يي بيونغ (이평 | 李平) . في 3 ديسمبر 1872 أعطي لقب بعد الوفاة (تشوجون) وهو : الأمير العظيم .

## الأسرة

### الإخوة والأخوات
- الأمير العظيم وانتشانغ , (완창대군 | 完昌大君) .
- الملك العظيم هوانجو , (환조대왕 | 桓祖大王) .
- الأمير العظيم وانوون , (완원대군 | 完原大君) .
- الأمير العظيم وانسونغ , (완성대군 | 完城大君) .
- الأميرة منهي , (문혜공주 | 文惠公主) .
- الأميرة منسك , (문숙공주 | 文淑公主) .
- الأميرة موني , (문의공주 | 文懿公主) .

### العائلة
- زوجته :
  - السيدة هان تشونغجو ابنة هان هيونغ (한형 | 韓亨) .
- الأبناء :
  - الأمير هينغنام (흥남군 | 興南君) , يي تشونبو (이천보 | 李天輔) .